# 塞武加姆帕蒂
塞武加姆帕蒂（Sevugampatti），是印度泰米尔纳德邦Dindigul县的一个城镇。总人口9521（2001年）。

## 人口
该地2001年总人口9521人，其中男性4846人，女性4675人；0—6岁人口1044人，其中男538人，女506人；识字率64.66%，其中男性为73.81%，女性为55.17%。